# Leptotarsus longissimus
Leptotarsus longissimus är en tvåvingeart som först beskrevs av Günther Enderlein 1912.  Leptotarsus longissimus ingår i släktet Leptotarsus och familjen storharkrankar. Inga underarter finns listade i Catalogue of Life.